# Scolytoplatypus permirus
Scolytoplatypus permirus is een keversoort uit de familie snuitkevers (Curculionidae). De wetenschappelijke naam van de soort werd in 1890 gepubliceerd door Ludwig Wilhelm Schaufuss.